# Красилов
Красилов (укр. Красилів) — город в Хмельницкой области Украины. Входит в Хмельницкий район. До 2020 года был административным центром упразднённого Красиловского района.

## Географическое положение
Город расположен в 36 км от областного центра (г. Хмельницкий), на правом берегу реки Случь.

## История
Первое историческое упоминание о Красилове датируется 1444 годом.
В начале XVI века по распоряжению князя Константина Острожского в Красилове был построен деревянный замок для защиты окрестной территории от набегов крымских татар (первое упоминание о замке датируется 1511 годом, следующее — 1546 годом).
В XVII веке начинается развитие поселения.
В 1793 году, после второго раздела Польши Красилов вошёл в состав Российской империи и стал местечком Староконстантиновского уезда Волынской губернии.
В 1870 году здесь насчитывалось 2614 жителей, 653 дома, сахарный завод, 3 православные церкви, католический костел и синагога.
По состоянию на начало 1895 года здесь насчитывалось 5391 житель, действовали 8 кожевенных, свеклосахарный, винокуренный, 2 кирпичных, известковый и костемольный заводы, 2 школы, аптека, заводская больница (при сахарном заводе), 45 торговых лавок, 3 православные церкви, костел, синагога и 4 еврейских молитвенных дома, еженедельно проходили базары, регулярно — ярмарки.
В январе 1918 года в Красилове была установлена Советская власть.
7 марта 1923 года Красилов стал районным центром Красиловского района.
В 1930 году Красилов стал посёлком городского типа.
В январе 1931 года в Красилове была создана машинно-тракторная станция.
В ходе Великой Отечественной войны с 8 июля 1941 года до 9 марта 1944 года Красилов находился на территории, оккупированной немецкими войсками. В 1942—1943 гг. в городе действовала советская подпольно-диверсионная группа, в 1943—1944 гг. в окрестностях города и районе действовал советский партизанский отряд «Искра».
В 1947 году была построена газокомпрессорная станция на ветке магистрального газопровода «Дашава — Киев».
В 1964 году райцентр Красилов стал городом районного подчинения.
В марте 1968 года в Красилове был создан машиностроительный завод.
По состоянию на 1971 год численность населения города составляла 13,5 тыс. человек.
По состоянию на начало 1973 года наиболее крупными промышленными предприятиями города были машиностроительный завод, сахарный завод и кирпичный завод.
В 1974 году была введена в эксплуатацию газотурбинная-компрессорная станция.
По состоянию на начало 1981 года, в городе действовали машиностроительный завод, завод металлоизделий, сахарный завод и асфальтовый завод, пищекомбинат, райсельхозтехника, комбинат бытового обслуживания, 4 общеобразовательные школы, музыкальная школа, спортивная школа, больница, три дома культуры, кинотеатр и 11 библиотек.
В январе 1989 года численность населения составляла 21 196 человек, в это время наиболее крупными промышленными предприятиями города были машиностроительный завод и сахарный завод.
В 1994 году в Красилове начал работу завод компании «Оболонь» по производству пива и безалкогольных напитков.
В мае 1995 года Кабинет министров Украины утвердил решение о приватизации находившихся в городе АТП-16841, сахарного завода, в июле 1995 года было утверждено решение о приватизации молокозавода и птицеводческого совхоза.

## Население
По состоянию на 1 января 2013 года население составляло 19 743 человека.

### Языковой состав
Родной язык населения по данным переписи 2001 года:
| Язык       | Численность, чел. | Доля     |
| ---------- | ----------------- | -------- |
| Украинский | 19 824            | 96,94 %  |
| Русский    | 569               | 2,78 %   |
| Другие     | 57                | 0,28 %   |
| Итого      | 20 450            | 100,00 % |

## Экономика
Хлебоприёмное предприятие, машиностроительный, агрегатный, сахарный заводы, завод «Оболонь», завод «Wix-Filtron».

## Транспорт
На восточной окраине города находится железнодорожная станция Красилов, линия Староконстантинов-1 — Гречаны.

## Известные персоны
- Каневский, Ян Ксаверий — польский художник-портретист, академик живописи (родился в 1805 г.)
- Кашуба, Эдуард Алексеевич — советский и российский учёный-иммунолог, ректор Тюменской государственной медицинской академии (1998-2013), родился в Красилове в 1946 году в семье военного лётчика[16].
- Кизюн, Пётр Кондратьевич — Герой Советского Союза

## Галерея
- Городская школа
- Красиловская районная поликлиника
- Костел Сердце Исуса
- Памятник Т.Г. Шевченко
- Мемориальный комплекс
- Памятник трудовой деятельности